# Ritratto di Gaston de Foix
Il Ritratto di Giovane in Armatura (conosciuto come Ritratto di Gaston de Foix) è un dipinto a olio su tela (104x116,6 cm) di Giovanni Gerolamo Savoldo, databile al 1525 circa e conservato nel Museo del Louvre di Parigi.

## Storia, descrizione e stile
L'identificazione con Gaston de Foix è tradizionale e priva di riscontri documentari, nonché sicuramente improbabile, poiché si tratterebbe di un ritratto postumo e privo di quella compostezza più consona a tale soggetto. Si è anche ipotizzato che l'opera fosse un autoritratto, mentre a volte, più prudentemente, il dipinto è indicato come Ritratto d'uomo in armatura.
In uno spazio ristretto, con due specchi, l'uomo è ritratto con la corazza militare mentre, appoggiato a un ripiano, si protende in avanti verso lo spettatore, assestandosi lungo una profonda diagonale, che si conclude sul braccio sinistro disteso, che indica l'immagine riflessa. La presenza della triplice immagine (frontale, tergale e laterale) si rifà sicuramente a un prototipo perduto di Giorgione, nato per dimostrare la superiorità della pittura nel vivace dibattito sul "paragone delle arti". Come la scultura, infatti, si voleva dimostrare che anche la pittura era in grado di rappresentare molteplici vedute dello stesso soggetto, senza bisogno di doverci girare attorno.
Il tema della luce e dei riflessi è magnificato anche dal lustro metallico dell'armatura e dalle maniche di velluto rosso, che creano quei bagliori cromatici tra campi d'ombra densi e scuri, tipici della produzione del pittore.